# Isole Scilly
Le Isole Scilly (in cornico Ynysek Syllan), dette anche Isole Sorlinghe, sono isole che formano un arcipelago situato a 45 chilometri di distanza dalla punta sud-occidentale della costa dell'Inghilterra (Land's End).

## Geografia

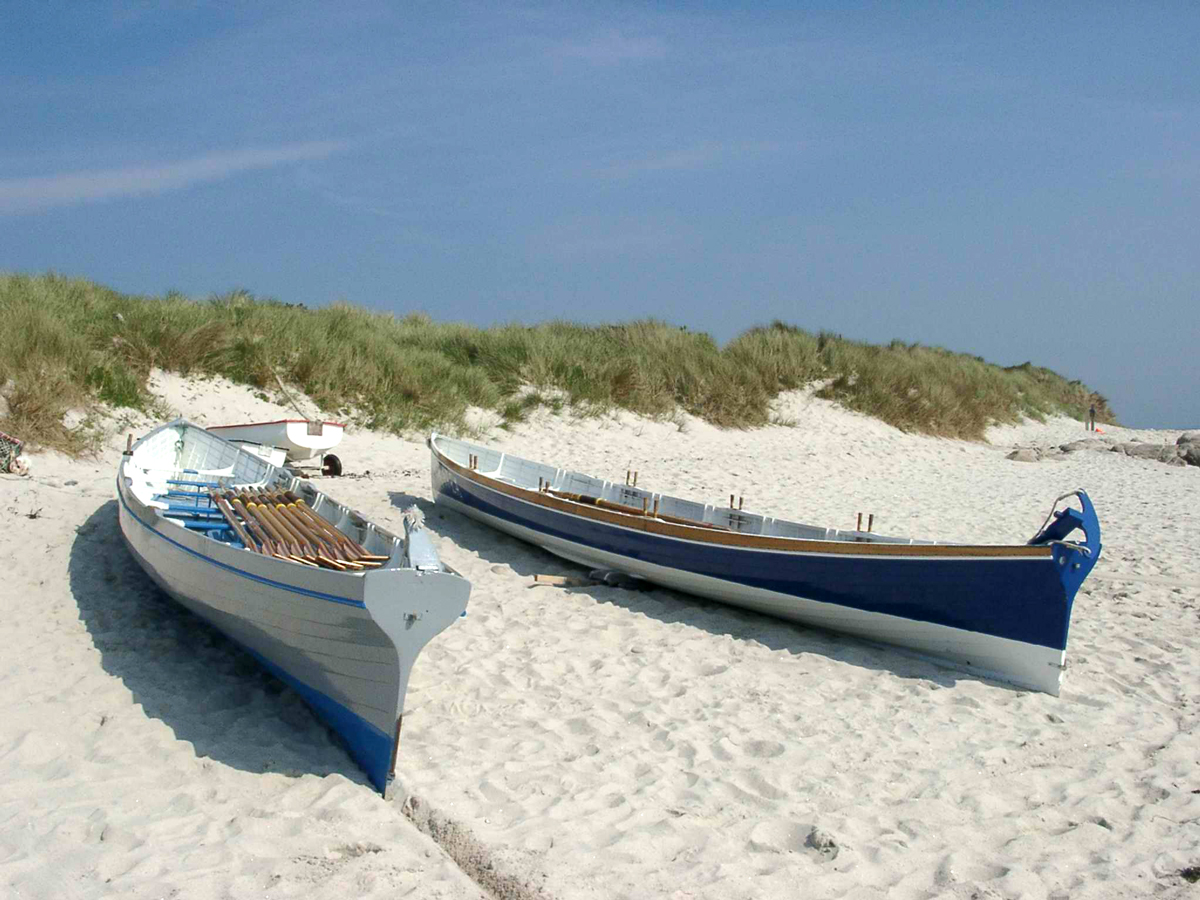
Canoe sull'isola di St Martin's.

La loro superficie totale è di 16,33 km². La linea ideale tra le Scilly e l'isola di Ouessant (Francia) segna il confine ideale tra il Canale della Manica a oriente e l'Oceano Atlantico a occidente.
Le isole sono granitiche e mostrano in parte segni di erosione glaciale. La presenza localizzata di erosioni glaciali indicherebbe il limite meridionale in quel luogo della placca glaciale irlandese durante l'ultima glaciazione.
Su 58 isole ed isolotti che compongono l'arcipelago, soltanto sei di esse risultano essere abitate: 
- St. Mary's (1 666 abitanti)
- Tresco (180 abitanti)
- St. Martin's (142 abitanti)
- Bryher (92 abitanti)
- St. Agnes (70 abitanti)
- Gugh (3 abitanti)

La principale risorsa dell'arcipelago è il turismo, soprattutto per quanto riguarda il birdwatching. Importanti sono anche l'agricoltura (floricoltura dei narcisi) e la pesca. 

## Storia
Si ritiene che le isole Scilly siano state in passato una sola grande isola, dato che i fondali tra una isola e l'altra sono pochissimo profondi. Le maree attorno alle isole sono molto forti (fino a sei metri di differenza di livello del mare) tali che in caso di maree particolarmente basse si può andare a piedi tra diverse isole. In sintesi le isole seguirebbero la lenta subsidenza (sprofondamento) del blocco insulare dell'Inghilterra ed anche gli effetti di innalzamento del livello del mare ad effetto dei cambiamenti climatici.
Le cronache della esplorazione romana della Cornovaglia, parlano di una sola grande "isola di Scilly", e non di "isole". Le Isole Scilly vengono spesso messe in relazione con le Isole Cassiteridi della tradizione geografica dell'antichità.
L'arcipelago è stato contendente della più lunga guerra documentata, una "guerra", durata 335 anni.
Il 1651 gli abitanti delle Scilly, ferventi monarchici, sdegnati per l'appoggio che il regno dei Paesi Bassi dava, per opportunità politica, ai repubblicani di Oliver Cromwell, dichiararono guerra ai Paesi Bassi.
La guerra, pur se dichiarata non fu mai combattuta.
Passati i secoli il fatto venne quasi dimenticato fino a quando nel 1986 su richiesta del "Chairman" delle isole, fu richiesta una verifica sullo stato di effettiva notifica dello stato di guerra alla ambasciata olandese a Londra, dove risultò che la dichiarazione di guerra del 1651 era stata regolarmente recepita, e quindi risultava ancora in essere. Lo stesso anno fu inviata una richiesta di pace ai Paesi Bassi, richiesta che fu immediatamente accettata.

## Amministrazione
Amministrativamente le Scilly sono un'autorità unitaria della contea della Cornovaglia.
Dal punto di vista amministrativo hanno però uno status autonomo, cioè facente capo ad un Consiglio elettivo autonomo che decide per le questioni locali. La maggior parte della superficie delle isole è pubblica, cioè fa parte delle proprietà dirette e gestite dal Consiglio. Grande parte delle isole non è abitata ed appartiene ad un sistema di protezione ambientale.

### Parrocchie civili
- Bryher
- St Agnes
- St Martin's
- St Mary's
- Tresco

## Sport
Sulle Isole Scilly si disputa il più piccolo campionato di calcio al mondo, che vede coinvolte due sole squadre (Woolpack Wanderers e Garrison Gunners).